# Guerra d'Italia del 1521-1526
La guerra d'Italia del 1521-1526, nota anche come guerra dei quattro anni, fu parte delle guerre d'Italia. La guerra vide il re di Francia Francesco I e la Repubblica di Venezia affrontare una coalizione costituita dal Sacro Romano Impero di Carlo V, il Regno d'Inghilterra di Enrico VIII e lo Stato Pontificio. Il conflitto fu causato dall'animosità scaturita dall'elezione di Carlo come imperatore nel 1519-1520 e dalla necessità di papa Leone X di allearsi con Carlo contro Martin Lutero.
La guerra scoppiò in tutta l'Europa occidentale alla fine del 1521, quando una spedizione francese tentò la riconquista del Regno di Navarra mentre un'armata francese invadeva i Paesi Bassi. Truppe spagnole ricacciarono i francesi verso i Pirenei e le altre forze imperiali attaccarono il Nord della Francia venendo bloccate dai francesi. Il papa, l'Imperatore ed Enrico VIII firmarono un'alleanza formale contro la Francia e così iniziarono le ostilità nella penisola italiana. L'anno successivo, nella battaglia della Bicocca le forze imperiali e papali sconfissero i francesi che furono cacciati dalla Lombardia. Dopo la battaglia i combattimenti si spostarono sul suolo francese, mentre Venezia firmò una pace separata. L'Inghilterra invase la Francia nel 1523 mentre Carlo III di Borbone, preoccupato per i tentativi di Francesco di cogliere la sua eredità, lo tradì alleandosi con l'Imperatore. Un tentativo francese di riconquistare la Lombardia, nel 1524, fallì dando così ai Borbone l'opportunità di invadere la Provenza alla testa di un'armata spagnola.
Nel 1525 Francesco stesso condusse un secondo attacco su Milano che, anche se inizialmente fece indietreggiare le forze spagnole e imperiali, si concluse con una sconfitta disastrosa alla battaglia di Pavia, dove l'esercito francese fu decimato e lo stesso Francesco venne fatto prigioniero. La battaglia pose fine alla guerra e con Francesco imprigionato, prima a Pizzighettone e poi in Spagna, iniziarono una serie di manovre diplomatiche incentrate sulla sua liberazione. Tra queste una speciale missione francese inviata dalla madre di Francesco, Luisa di Savoia, alla corte di Solimano il Magnifico, che avrebbe comportato un ultimatum a Carlo da parte dell'Impero ottomano, un'alleanza senza precedenti tra cristiani e musulmani che avrebbe causato uno scandalo nel mondo cristiano. Solimano colse l'occasione per invadere l'Ungheria nell'estate del 1526 sconfiggendo gli alleati di Carlo nella battaglia di Mohács, ma nonostante questi sforzi, Francesco avrebbe firmato il trattato di Madrid rinunciando alle sue pretese in Italia, Fiandre e Borgogna. Ma solo poche settimane dopo il suo rilascio, egli ripudiò i termini del trattato dando così vita alla guerra della Lega di Cognac. Anche se le guerre italiane continuarono per altri tre decenni, la Francia non riuscì a riconquistare i territori perduti in Italia.

## Preludio

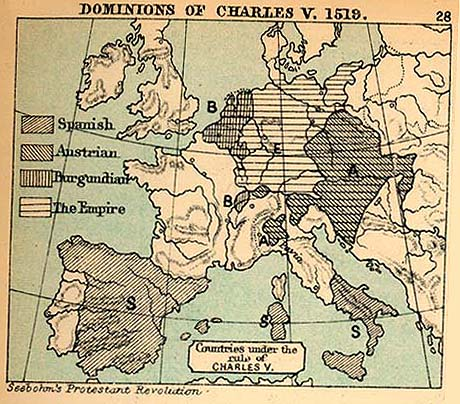
Territori controllati da Carlo V nel 1519

A seguito della battaglia di Marignano del 1515 in Europa si era instaurato un periodo di pace che, tuttavia, con l'inizio del 1518 andò lentamente a sfaldarsi. I rapporti fra le maggiori potenze (Francia, Inghilterra, Spagna e Sacro Romano Impero) erano formalmente cordiali, essendosi impegnati tutti, con il trattato di Londra, a venire in aiuto di uno dei firmatari che fosse stato attaccato e di coalizzarsi contro ogni Stato che avesse rotto la pace. Essi erano divisi, invece, sulla questione della successione imperiale. L'Imperatore del Sacro Romano Impero, Massimiliano I, ritenendo che dovesse essere un Asburgo a succedergli, iniziò una campagna a favore di Carlo V, mentre Francesco si presentò come candidato alternativo. Allo stesso tempo il Papato e il Sacro Romano Impero furono costretti ad affrontare la crescente influenza di Martin Lutero, che aveva trovato sostegno tra alcuni nobili imperiali, mentre Francesco si confrontò con il cardinale Thomas Wolsey, che si inserì nelle dispute del continente nel tentativo di aumentare l'influenza dell'Inghilterra e quella sua personale.
La morte di Massimiliano, nel 1519, portò l'elezione imperiale alla ribalta della politica europea. Papa Leone X, minacciato dalla presenza delle truppe spagnole a soli sessanta chilometri dai confini del suo Stato, sostenne la candidatura francese. I principi elettori, con l'eccezione di Federico il Saggio che rifiutò la continuazione delle campagne, promisero supporto a entrambi i candidati. Prima della sua morte, Massimiliano aveva promesso la somma di 500 000 fiorini agli elettori in cambio dei loro voti, ma Francesco offrì loro tre milioni e Carlo si vendicò ottenendo un grosso prestito dai Fugger. Il risultato finale, tuttavia, non fu determinato dalle "tangenti" esorbitanti, che comprendevano la promessa di Leone X di rendere l'arcivescovo di Magonza suo legato permanente. L'indignazione generale della popolazione all'idea di un imperatore francese condizionò gli Elettori e quando Carlo piazzò delle truppe vicino a Francoforte, dove erano riuniti gli Elettori, essi decisero di votare per lui. Egli venne incoronato ad Aquisgrana Re dei Romani il 23 ottobre 1520 e a quel punto controllava sia la corona di Spagna sia le terre dei Paesi Bassi.
Il cardinale Wolsey, con la speranza di accrescere l'influenza di Enrico VIII sul continente europeo, offrì i servizi dell'Inghilterra come mediatore per le varie dispute tra Francesco e Carlo. Enrico e Francesco organizzarono un incontro stravagante al Campo del Drappo d'Oro. Subito dopo, Wolsey intrattenne Carlo a Calais. Dopo gli incontri, Wolsey si interessò principalmente di migliorare la propria immagine in preparazione del prossimo conclave, organizzando una conferenza-arbitrato a Calais che durò fino ad aprile del 1522 senza alcun effetto pratico.

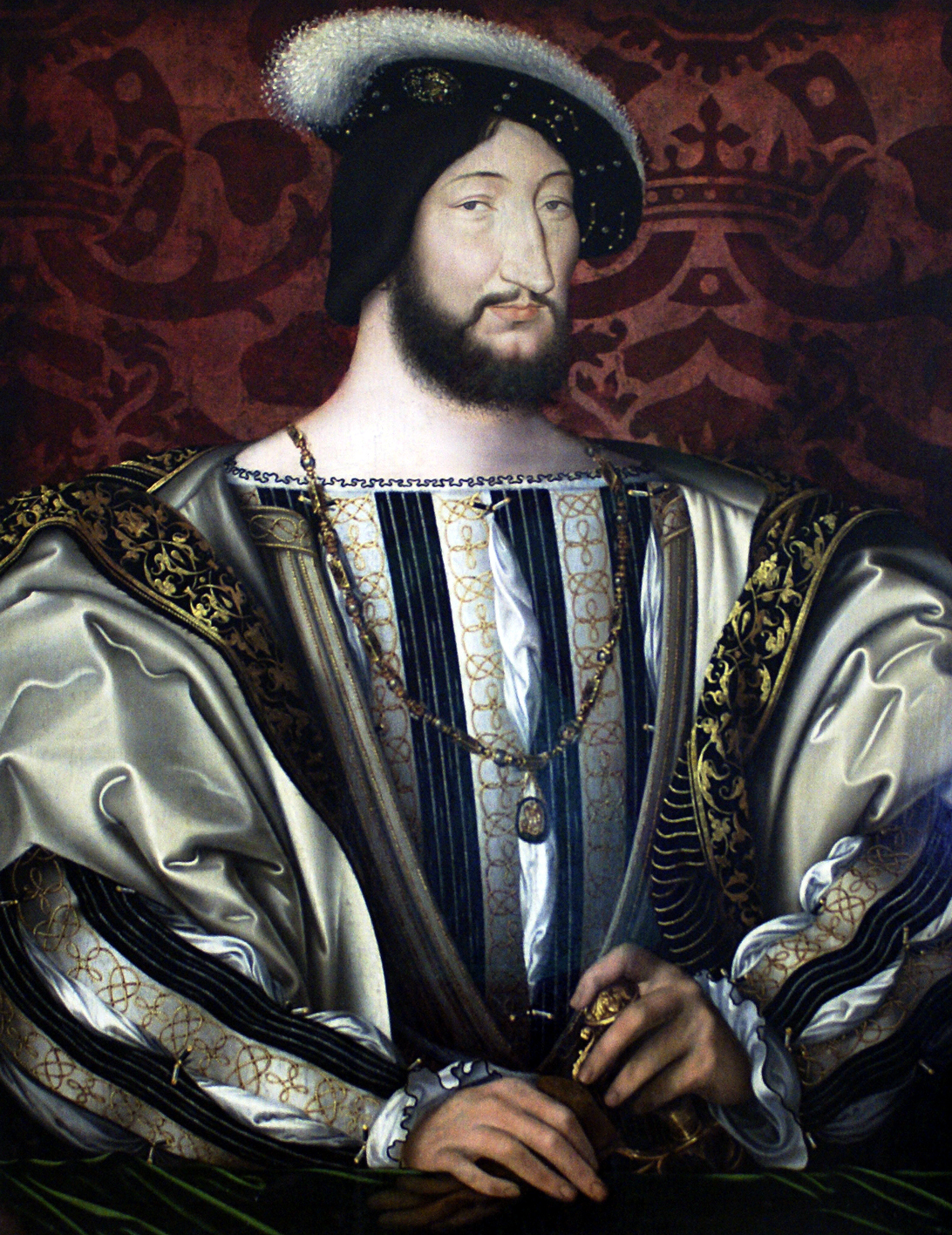
Francesco I di Francia, dipinto di Jean Clouet. Francesco, pensando di diventare Sacro Romano imperatore, spinse l'Europa in guerra

Nel mese di dicembre la Francia iniziò a pianificare la guerra. Francesco non voleva attaccare apertamente Carlo perché Enrico aveva annunciato la sua intenzione di intervenire contro il primo che avesse infranto la precaria pace. Piuttosto, offrì un sostegno più nascosto alle incursioni in territorio imperiale e spagnolo. Un attacco venne effettuato sulla Mosa, sotto la guida di Robert de la Marck. Contemporaneamente un'armata franco-navarrese avanzò attraverso la Navarra dopo la riconquista di Saint-Jean-Pied-de-Port. La spedizione venne nominalmente guidata dal diciottenne re di Navarra Enrico d'Albret il cui regno era stato invaso da Ferdinando II d'Aragona nel 1512, ma effettivamente guidata da André de Foix e finanziata e armata dai francesi. I disegni francesi si dimostrarono rapidamente imperfetti visto che l'intervento di Enrico di Nassau respinse l'offensiva della Mosa, e sebbene de Foix inizialmente fosse riuscito a conquistare Pamplona, fu cacciato dalla Navarra dopo essere stato sconfitto alla battaglia di Noáin il 30 giugno 1521.
Carlo, nel frattempo, era preoccupato per le idee di Martin Lutero, con il quale si era confrontato alla Dieta di Worms nel marzo 1521. L'imperatore, che non conosceva il tedesco, vedeva il cattolicesimo come un modo naturale di legare a lui i diversi principati del Sacro Romano Impero. Il papa Leone X, da parte sua, non era disposto a tollerare tale sfida aperta alla sua autorità e pertanto entrambi furono costretti a sostenersi l'un l'altro contro Lutero, che era sostenuto da Federico di Sassonia e Franz von Sickingen. Il 25 maggio 1521, Carlo e il cardinale Girolamo Aleandro, nunzio papale, proclamarono l'Editto di Worms contro Lutero. Simultaneamente l'imperatore promise al papa di restituire Parma e Piacenza ai Medici e Milano agli Sforza. Leone X, che necessitava del mandato imperiale per la sua campagna contro quella che lui vedeva come una pericolosa eresia, promise di aiutarlo a espellere i francesi dalla Lombardia lasciando Francesco con la sola Repubblica di Venezia come alleata.

## Mosse iniziali
In giugno l'esercito imperiale, al comando di Enrico di Nassau, invase il Nord della Francia, razziando le città di Ardres e Mouzon e ponendo l'assedio a Tournai che verrà conquistata alla fine di novembre. L'avanzata dovette però rallentare a causa del fallimento dell'assedio di Mézières (ora parte di Charleville-Mézières), cittadina difesa da una guarnigione francese di soli 1 000 uomini comandata da Pierre Terrail de Bayard e Anne de Montmorency che dovette fronteggiare circa 35 000 armati. La strenua resistenza della città diede a Francesco I il tempo necessario per radunare un'armata che potesse riuscire ad affrontare Carlo V. Il 22 ottobre 1521 Francesco si trovò di fronte i soldati imperiali, comandati da Carlo in persona, vicino a Valenciennes. Nonostante l'insistenza di Carlo di Borbone, Francesco esitò ad attaccare permettendo all'imperatore Carlo V di ritirarsi. Quando i francesi erano finalmente pronti ad avanzare, l'inizio di forti piogge impedirono un attacco efficace e le forze imperiali riuscirono a ritirarsi senza dare battaglia. Subito dopo le truppe franco-navarresi guidate da Bonnivet e Claudio I di Guisa espugnarono la città chiave di Fuenterrabia (Hondarribia), alla foce del fiume Bidasoa sul confine franco-spagnolo, a seguito di una serie prolungata di manovre, fornendo ai francesi un punto d'appoggio vantaggioso nel Nord della Spagna, che sarebbe rimasto in loro mani per i successivi due anni.

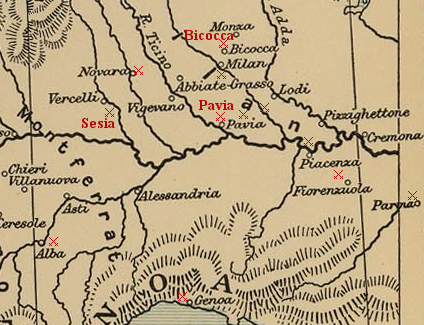
Battaglie in Lombardia (1521–25). Indicati i combattimenti a Bicocca, Sesia e Pavia

Da novembre 1521 la situazione dei francesi andò deteriorandosi considerevolmente. Il 10, i francesi si erano ritirati a Milano. Carlo, Enrico VIII e il papa firmarono un'alleanza contro Francesco il 28 novembre. Precedentemente, a Odet de Foix, governatore francese di Milano, era stato affidato il compito di resistere alle forze imperiali e papali guidate da Prospero Colonna, ma il 19 novembre fu costretto a lasciare Milano, uscendo da Porta Comasina e a ritirarsi in una zona facilmente difendibile nei pressi di Monza, lungo il fiume Adda, mentre gli imperiali erano riusciti a entrare in città con estrema facilità. Lì riuscì ad avere dei rinforzi costituiti da mercenari svizzeri; non avendo a disposizione denaro sufficiente per pagarli dovette adeguarsi alle loro richieste di impegnare immediatamente le forze imperiali. Saputo che la guarnigione di Pavia, difesa da Federico II Gonzaga, era formata solo da 1 500 fanti e 300 cavalieri, nel mese di aprile, insieme ai veneziani, assediò la città, ma l'arrivo dell'esercito pontificio-imperiale, guidato da Prospero Colonna, lo costrinse ad abbandonare l'assedio. Il 27 aprile 1522, attaccò le forze di Colonna nella battaglia della Bicocca. Odet aveva pianificato di usare la superiorità nell'artiglieria a suo vantaggio ma gli svizzeri, impazienti di impegnare il nemico, nascosero i suoi cannoni e andarono alla carica contro i trincerati spagnoli dotati di archibugio. Nel corpo a corpo risultante gli svizzeri (15 000 uomini) furono sbaragliati dagli spagnoli guidati da Fernando Francesco d'Avalos e da una forza di lanzichenecchi comandata da Georg von Frundsberg. Fiaccati nel morale, gli svizzeri tornarono ai loro Cantoni; Odet, rimasto con pochi uomini per poter continuare la campagna, abbandonò la Lombardia. Colonna e d'Avalos, rimasti senza avversari, procedettero all'assedio di Genova, difesa da 6 200 uomini, entrando in città il 30 maggio.

## La Francia in difficoltà
La sconfitta di Odet portò l'Inghilterra a entrare apertamente nel conflitto. Alla fine di maggio 1522 l'ambasciatore inglese si presentò a Francesco con un ultimatum enumerando tutte le accuse contro la Francia, in particolare quella di sostenere il duca di Albany in Scozia, ma il re negò ogni addebito. Enrico VIII e Carlo V firmarono il trattato di Windsor il 16 giugno 1522. 
Nel mese di luglio gli inglesi attaccarono la Bretagna e la Piccardia da Calais. Francesco non fu in grado di raccogliere fondi per contrapporre una resistenza significativa e i soldati inglesi bruciarono e saccheggiarono le campagne.

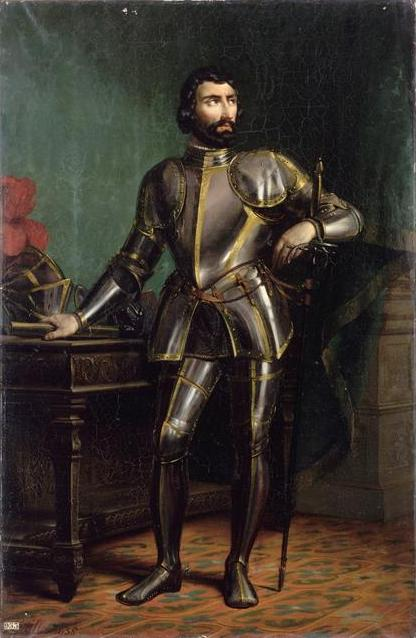
Ritratto immaginario di Carlo III di Borbone, di Bernard Gaillot (1835). Carlo di Borbone tradì Francesco alleandosi con Carlo V.

Francesco escogitò diversi metodi per raccogliere fondi ma si concentrò su una causa contro Carlo III di Borbone. Il duca di Borbone aveva ricevuto la maggior parte dei suoi possedimenti attraverso il matrimonio con Susanna di Borbone, che era morta poco prima dell'inizio della guerra. Luisa di Savoia, cugina di Susanna e madre del re, insistette sul fatto che i territori in questione dovessero passare a lei a causa della sua più stretta parentela con la defunta. Francesco era sicuro che il sequestro delle terre contese avrebbe migliorato la propria posizione finanziaria in maniera sufficiente per continuare la guerra e cominciò a confiscare alcune porzioni di esse in nome di Luisa. Il Borbone, irritato da questo trattamento e sempre più isolato a corte, cominciò a fare aperture verso Carlo V tradendo il re francese.
Nel 1523, la situazione francese crollò in maniera sostanziale. La morte del Doge di Venezia Antonio Grimani portò Andrea Gritti, un veterano della guerra della Lega di Cambrai, al potere a Venezia. Egli iniziò rapidamente i negoziati con l'imperatore e il 29 luglio concluse il trattato di Worms, che tolse la Repubblica di Venezia dalla guerra. Carlo di Borbone continuò la sua schermaglia con Carlo V, offrendo l'inizio di una ribellione contro Francesco in cambio di denaro e di truppe tedesche. Quando Francesco, che era a conoscenza del complotto, lo chiamò a Lione nel mese di ottobre, finse una malattia e fuggì a Besançon. Infuriato, Francesco ordinò la cattura e l'esecuzione dei suoi collaboratori ma il duca stesso, dopo aver respinto un'offerta finale di riconciliazione, entrò apertamente al servizio dell'imperatore.
Carlo V invase quindi il Sud della Francia dai Pirenei. Odet difese con successo Bayonne contro gli spagnoli, ma Carlo riuscì a riprendersi Fuenterrabia nel febbraio 1524. Il 18 settembre 1523, nel frattempo, un'enorme forza armata inglese sotto il comando del duca di Suffolk avanzava in territorio francese da Calais in combinazione con una forza fiammingo-imperiale. I francesi, dispersi dall'attacco imperiale, non furono in grado di resistere e Suffolk avanzò presto oltre il fiume Somme, devastando le campagne e fermandosi a soli 80 chilometri da Parigi. Quando Carlo non riuscì a sostenere l'offensiva inglese, Suffolk non si sentì di rischiare un attacco alla capitale, allontanandosi da Parigi il 30 ottobre e tornando a Calais verso metà dicembre.

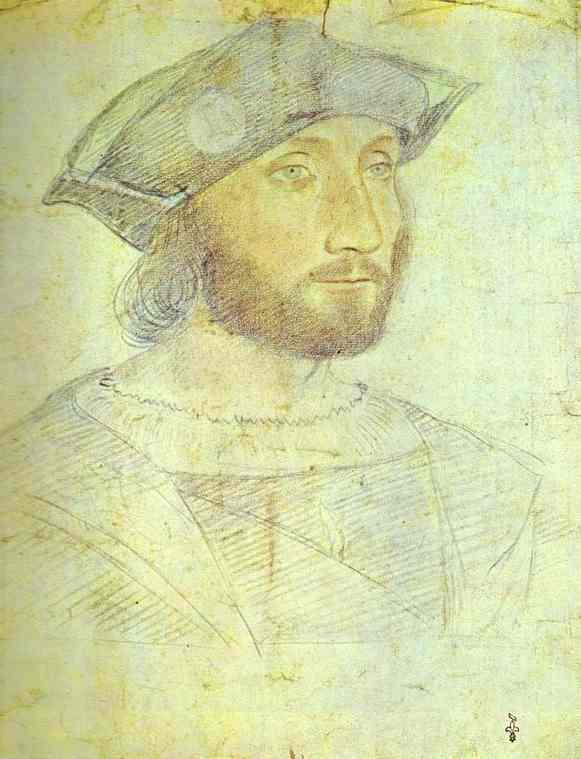
Guillaume Gouffier de Bonnivet, disegno di Jean Clouet (c. 1516). Bonnivet comandò diverse armate francesi durante tutto il periodo della guerra.

Francesco volse ora la sua attenzione alla Lombardia. Nell'ottobre 1523, un'armata francese di 18 000 uomini, al comando di Bonnivet, avanzò attraverso il Piemonte verso Novara, dove raggiunse una forza similare di mercenari svizzeri. Prospero Colonna, che aveva soltanto 9 000 uomini, si ritirò verso Milano. Bonnivet, tuttavia, sopravvalutata la forza delle truppe imperiali, preferì ritirarsi negli acquartieramenti invernali piuttosto che attaccare la città, così i comandanti imperiali furono in grado di radunare 15 000 lanzichenecchi e una grande forza sotto il comando del duca di Borbone entro il 28 dicembre, quando Carlo di Lannoy sostituì Colonna morente. Molti degli svizzeri abbandonarono i francesi e Bonnivet fu costretto a ripiegare. I francesi, sconfitti alla battaglia del Sesia, dove Bayard cadde mentre comandava la retroguardia francese, dimostrarono, ancora una volta, la potenza degli archibugieri contro le truppe tradizionali; l'armata francese si ritirò al di là delle Alpi allo sbando.
D'Avalos e il Borbone attraversarono le Alpi con circa 11 000 uomini e invasero la Provenza ai primi di luglio del 1524. Attraversata la maggior parte delle città più piccole incontrastato, il duca di Borbone entrò nella capitale della provincia di Aix-en-Provence il 9 agosto 1524, prendendo il titolo di conte di Provenza e dichiarando la sua fedeltà a Enrico VIII in cambio del sostegno di quest'ultimo contro Francesco. Dalla metà di agosto, Borbone e d'Avalos assediarono Marsiglia, l'unica roccaforte in Provenza, rimasta in mani francesi. I loro assalti alla città fallirono, e quando le truppe francesi, comandate dallo stesso Francesco, giunsero ad Avignone alla fine di settembre 1524 furono costretti a ritirarsi di nuovo in Italia.

## Pavia
A metà ottobre 1524 lo stesso Francesco attraversò le Alpi e avanzò verso Milano alla testa di un esercito di oltre 40 000 uomini, ma Borbone e d'Avalos, le cui truppe non avevano ancora recuperato le forze dopo la campagna di Provenza, non furono in grado di offrire una seria resistenza. Le armate francesi si divisero in diverse colonne frustrando i tentativi imperiali di bloccare la loro avanzata, ma Francesco non riuscì a portare il corpo principale delle truppe imperiali in battaglia. Tuttavia, Carlo di Lannoy, che aveva concentrato circa 16 000 uomini per resistere ai 33 000 delle truppe francesi di Milano, decise che la città non poteva essere difesa e si ritirò a Lodi il 26 ottobre. Entrato a Milano e messo Louis de la Trémoille come governatore, Francesco (sotto la spinta di Bonnivet e contro il parere degli altri suoi comandanti di alto livello, che preferivano un più vigoroso inseguimento alla ritirata di Lannoy) avanzò su Pavia, dove Antonio de Leyva era rimasto con una piccola guarnigione imperiale.

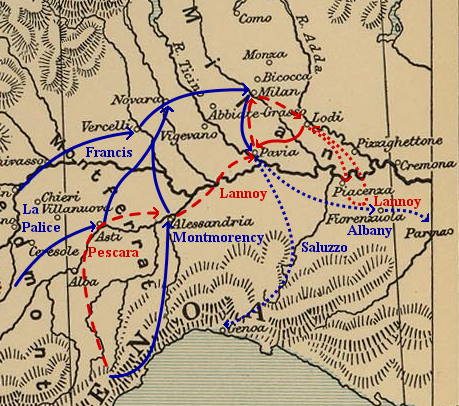
L'avanzata francese in Lombardia nella campagna di Pavia del 1524–25. I movimenti delle truppe francesi sono indicati in blu e quelli imperiali in rosso.

Il grosso delle truppe francesi arrivò a Pavia negli ultimi giorni di ottobre 1524. Entro il 2 novembre Montmorency aveva attraversato il fiume Ticino e investito la città da sud, completando il suo accerchiamento. Dentro c'erano circa 9 000 uomini, principalmente mercenari, che Antonio de Leyva era in grado di pagare solo fondendo gli arredi sacri delle chiese. Seguì un periodo di schermaglie, bombardamenti di artiglieria, e diverse brecce erano state create nelle mura alla metà di novembre. Il 21 novembre, Francesco tentò un assalto alla città attraverso due delle brecce, ma fu ricacciato indietro con gravi perdite; ostacolato dalla pioggia e dalla mancanza di polvere da sparo, il francese decise di attendere che i difensori morissero di fame.
Ai primi di dicembre, una forza spagnola comandata da Ugo di Moncada sbarcò vicino a Genova con l'intenzione di interferire in un conflitto tra pro-Valois e le fazioni filo-asburgiche della città. Francesco inviò una grossa forza sotto il comando di Michele Antonio di Saluzzo per intercettarla. Di fronte ai più numerosi francesi e lasciate senza supporto navale per l'arrivo di una flotta pro-Valois comandata da Andrea Doria, le truppe spagnole si arresero. Francesco firmò un accordo segreto con papa Clemente VII, che aveva deciso di non supportare Carlo V in cambio dell'assistenza di Francesco nella conquista di Napoli. Contro il consiglio dei suoi comandanti anziani, Francesco decise di distaccare parte delle sue forze, sotto il comando del Duca di Albany, inviandole a sud in aiuto al papa. Lannoy tentò di intercettare la spedizione a Fiorenzuola, ma subì molte perdite e fu costretto a tornare a Lodi dall'intervento delle Bande Nere di Giovanni de' Medici, appena entrato al servizio dei francesi. Medici tornò poi a Pavia con una fornitura di polvere da sparo ricevuta dal Duca di Ferrara ma la posizione francese si era contemporaneamente indebolita dalla partenza di quasi 5 000 mercenari svizzeri tornati ai loro Cantoni per difenderli contro i predoni lanzichenecchi.

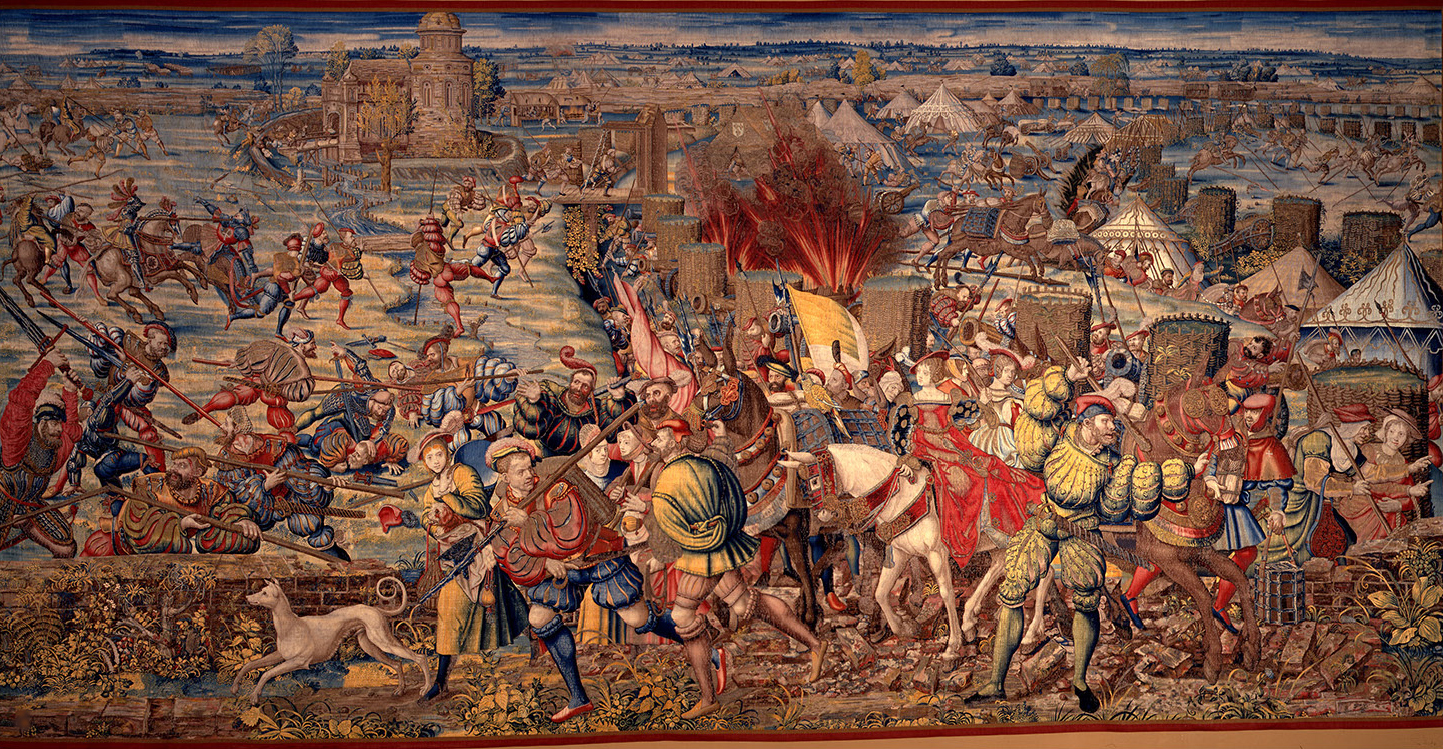
Parte dell'Arazzo di Pavia, tessuto su disegno di Bernard van Orley (c. 1531)

Nel gennaio 1525 Lannoy ottenne rinforzi con l'arrivo di Georg von Frundsberg con 8 000-9 000 lanzichenecchi che calarono lungo la valle dell'Adige e rinnovò l'offensiva. D'Avalos catturò l'avamposto francese a Sant'Angelo, tagliando le linee di comunicazione tra Pavia e Milano, mentre una colonna separata di lanzichenecchi avanzava su Belgioioso e, pur essendo brevemente fatta arretrare da un raid condotto da Medici e Bonnivet, occupò la città. Dal 2 febbraio Lannoy era a pochi chilometri da Pavia. Francesco aveva accampato la maggior parte delle sue forze nel grande parco Visconteo al di fuori delle mura della città, inserendole tra la guarnigione di Leyva e le truppe di appoggio in arrivo. Schermaglie e sortite della guarnigione continuarono per tutto il mese di febbraio. Medici fu ferito gravemente e si ritirò a Piacenza per recuperare le forze, costringendo Francesco a richiamare gran parte della guarnigione di Milano per compensare la partenza delle Bande Nere, ma i combattimenti ebbero scarsi effetti. Il 21 febbraio, i comandanti imperiali, a corto di rifornimenti e credendo erroneamente che le forze francesi fossero più numerose delle loro, decisero di lanciare un attacco sul castello di Mirabello, al fine di salvare la faccia e demoralizzare i francesi in misura sufficiente a garantire un ritiro sicuro.

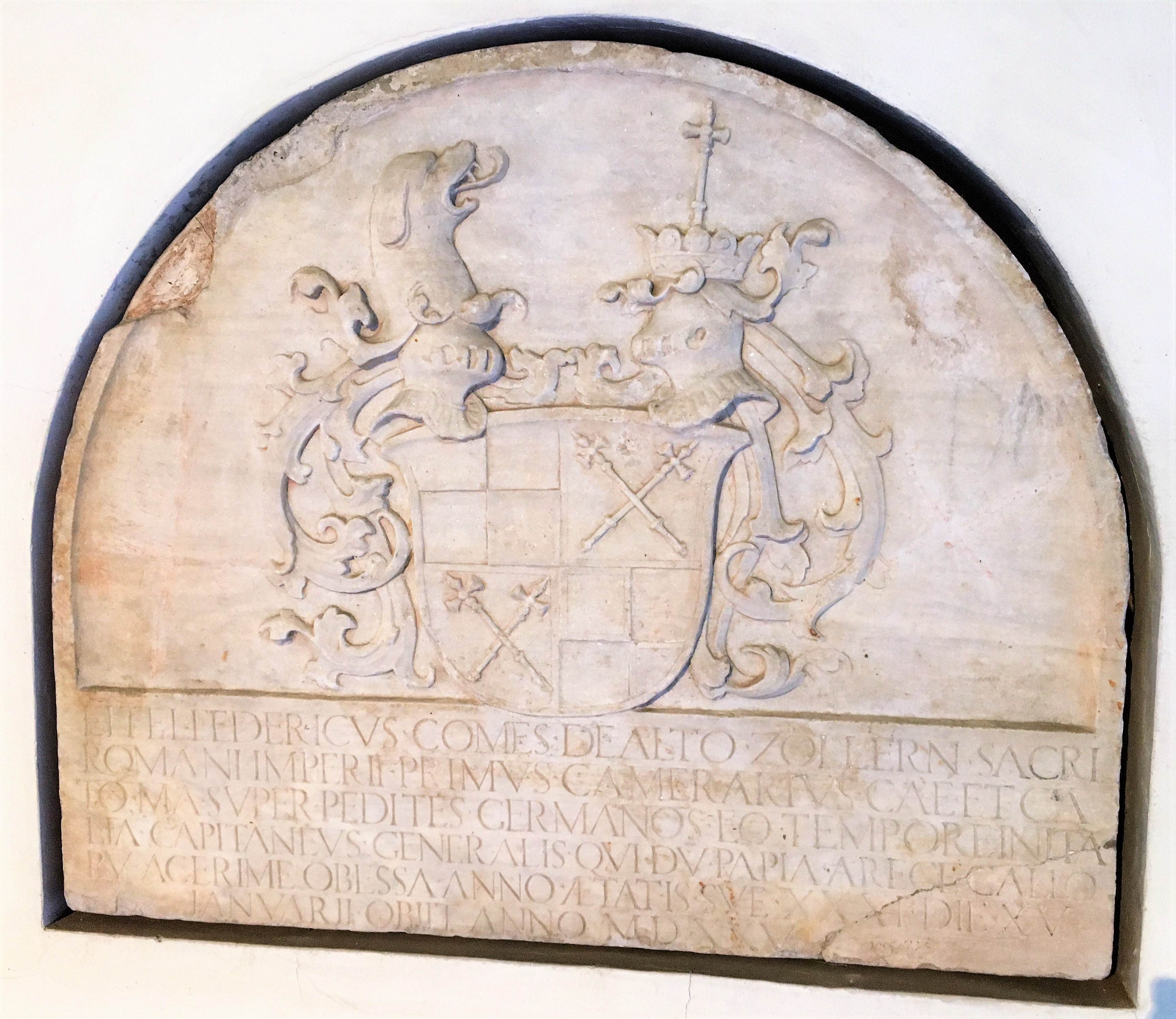
Lastra tombale di Eitel Friedrich III, conte di Hohenzollern, capitano dei lanzichenecchi e morto nella battaglia, dalla basilica di San Pietro in Ciel d’Oro, Pavia, musei Civici

Nelle prime ore del mattino del 24 febbraio 1525, i guastatori imperiali aprirono delle brecce nelle mura del parco Visconteo consentendo alle forze di Lannoy di entrare nel parco. Allo stesso tempo Leyva uscì da Pavia con ciò che rimaneva della guarnigione. Nella successive quattro ore della battaglia, la cavalleria pesante francese, che si era dimostrata così efficace contro gli svizzeri a Marignano dieci anni prima, nascondendo la propria artiglieria da una rapida avanzata, venne circondata e frammentata dai lanzichenecchi e dagli archibugieri spagnoli (i celebri tercios) di d'Avalos. Nel frattempo, una serie di prolungati scontri di fanteria portò alla disfatta della fanteria svizzera e francese. I francesi subirono perdite enormi, la maggior parte delle loro forze. Bonnivet, Jacques de La Palice, La Trémoille e Richard de la Pole vennero uccisi, mentre Anne de Montmorency, Robert de la Marck e lo stesso Francesco furono fatti prigionieri insieme a una serie di nobili minori. La notte dopo la battaglia, Francesco diede a Lannoy una lettera da consegnare a sua madre a Parigi, in cui raccontò quello che gli era accaduto: "Per informarvi di come il resto della mia cattiva fortuna sta procedendo, tutto è perduto per me salvo l'onore e la vita, che è salva". Poco dopo, apprese che il duca di Albany aveva perso la maggior parte delle sue truppe, fra perdite e diserzioni, ed era tornato in Francia senza mai aver raggiunto Napoli. I resti sbandati delle forze francesi, a parte una piccola guarnigione lasciata a guardia del Castello Sforzesco a Milano, si ritirarono attraverso le Alpi sotto il comando nominale di Carlo IV di Alençon, raggiungendo Lione nel marzo 1525.

## Francesco I prigioniero

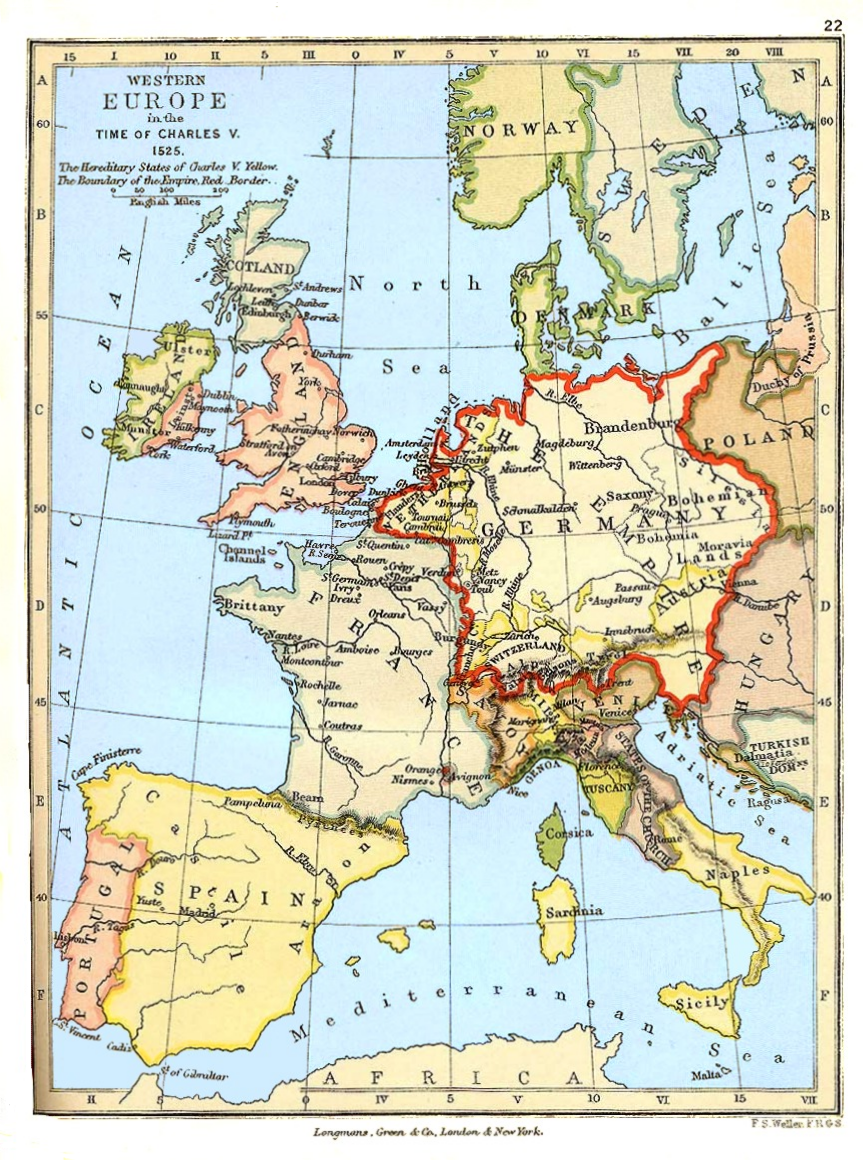
L'Europa occidentale nel 1525, dopo la battaglia di Pavia

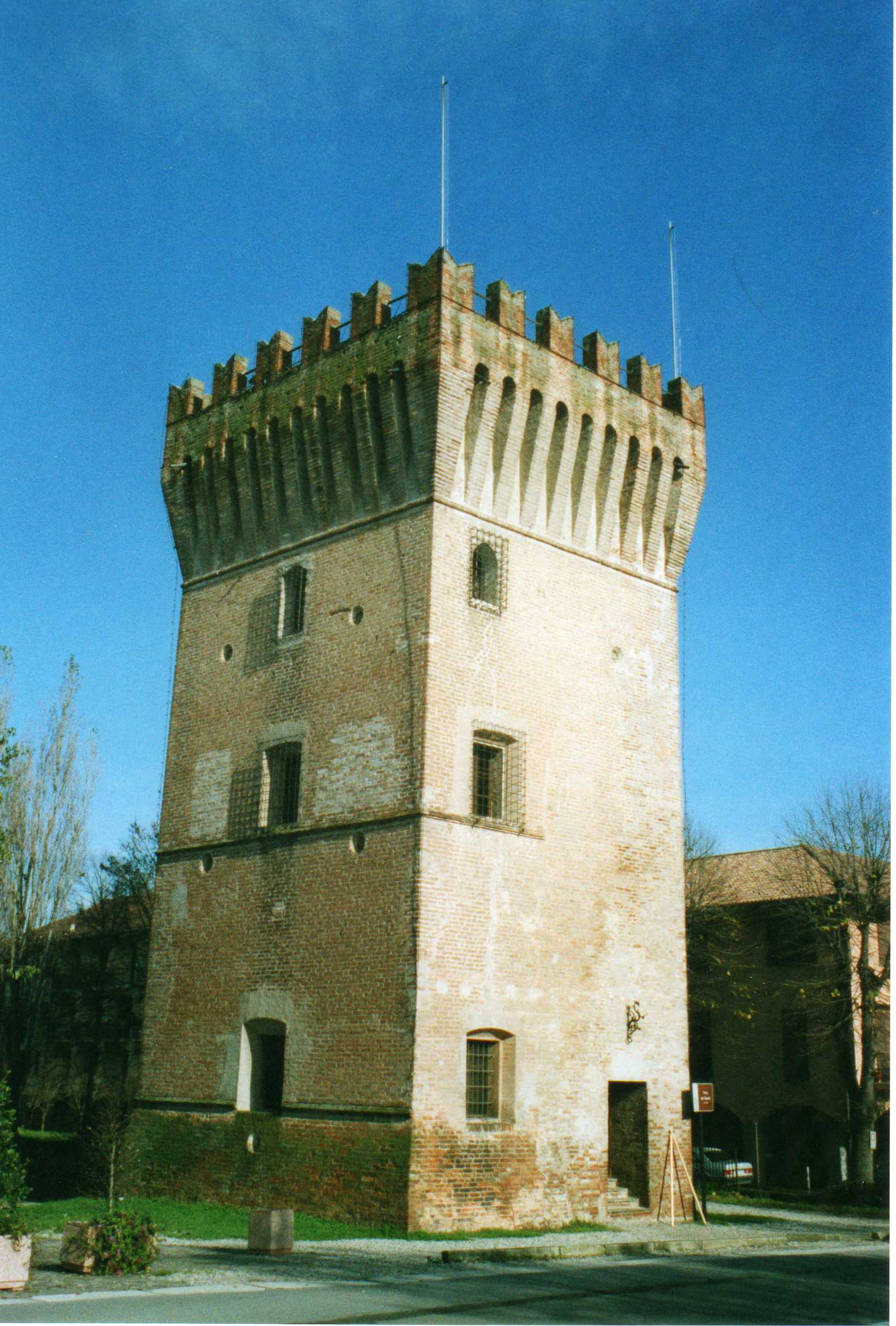
La rocca di Pizzighettone, dove Francesco I fu imprigionato da Carlo di Lannoy

### Pizzighettone
Dopo Pavia, il destino del re di Francia, imprigionato nella rocca di Pizzighettone, e della Francia stessa divennero oggetto di furiose manovre diplomatiche: Carlo V, in mancanza di fondi per pagare la guerra, decise di rinunciare al matrimonio con la Casa dei Tudor che aveva promesso a Enrico VIII e cercò invece di sposare Isabella del Portogallo, che avrebbe portato con sé una dote più consistente. Il duca di Borbone, nel frattempo, discuteva con Enrico di invadere e partizionare la Francia, e allo stesso tempo incoraggiava d'Avalos a prendere Napoli e a dichiararsi Re d'Italia.
Il trattato di Roma (1525), stipulato il primo aprile tra l'inviato di Carlo di Lannoy e il Papa, stabilì un'alleanza tra Carlo V d'Asburgo e papa Clemente VII, il quale così facendo abbandonava l'alleanza con Francesco I di Francia. Fu reso pubblico in maggio. In base a esso, Milano sarebbe rimasta in mano agli Sforza e la presenza Medicea a Firenze sarebbe stata preservata.
Francesco Guicciardini così descrive il trattato:
(Storia d'Italia, Libro XVI, capitolo II, Francesco Guicciardini)
Luisa di Savoia, che era rimasta reggente in Francia durante l'assenza di suo figlio, tentò di raccogliere truppe e fondi per difendersi da un'invasione prevista dell'Artois dalle truppe inglesi. Inviò inoltre una prima missione francese a Solimano il Magnifico per richiedere assistenza, ma essa terminò precocemente in Bosnia senza raggiungere Costantinopoli. Nel dicembre 1525, fu inviata una seconda missione, guidata da Jean Frangipani, che riuscì a raggiungere la capitale ottomana, con un messaggio segreto tendente a chiedere la liberazione del re Francesco I e un attacco agli Asburgo. Frangipani tornò con una risposta di Solimano, il 6 febbraio 1526, avviando i primi passi di un'alleanza franco-ottomana. Solimano inviò un ultimatum a Carlo V, chiedendo la liberazione immediata di Francesco e il pagamento di una tassa annuale da parte del Sacro Romano Impero. A seguito di mancata risposta gli ottomani lanciarono un'invasione dell'Ungheria, nell'estate del 1526, con l'obiettivo di raggiungere Vienna.

### Madrid
Francesco, convinto che avrebbe riconquistato la sua libertà se avesse potuto avere un'udienza personale con Carlo, fece pressioni su d'Avalos e Lannoy, che avevano intenzione di portare il re nel Castel Nuovo a Napoli, di mandarlo invece in Spagna. Preoccupati per gli intrighi del duca di Borbone, accettarono di portare Francesco a Barcellona il 12 giugno.
Francesco venne inizialmente tenuto in una villa a Benisanó, nei pressi di Valencia, ma Carlo, esortato a negoziare un accordo da Montmorency e Lannoy, che suggerirono che gli italiani si sarebbero presto rivelati infedeli alla loro alleanza imperiale, ordinò di portarlo a Madrid e imprigionarlo nella cittadella. Tuttavia, Carlo rifiutò categoricamente di ricevere Francesco personalmente fino a quando quest'ultimo non avesse accettato un accordo. Nel frattempo, Enrico II di Navarra, che aveva combattuto a fianco di Francesco a Pavia e anch'egli imprigionato a Madrid, riuscì a evadere. La lotta per la conquista del Regno di Navarra continuò, con Carlo che riuscì a occupare le frange meridionali della Bassa Navarra ed Enrico che ne rimase lontano.
Carlo chiese non solo la resa della Lombardia, ma anche della Borgogna e della Provenza, costringendo così Francesco a sostenere che la legge francese gli impediva di cedere tutte le terre possedute dalla corona senza l'approvazione del Parlamento, che non sarebbe stata imminente. Le richieste imperiali vennero consegnate a Francesco da Büren, ciambellano dell'imperatore, quando era ancora imprigionato nella fortezza di Pizzighettone dopo la battaglia di Pavia; Carlo aveva inizialmente previsto che il Borbone gli avrebbe dato una Provenza indipendente come ricompensa per i suoi servizi.

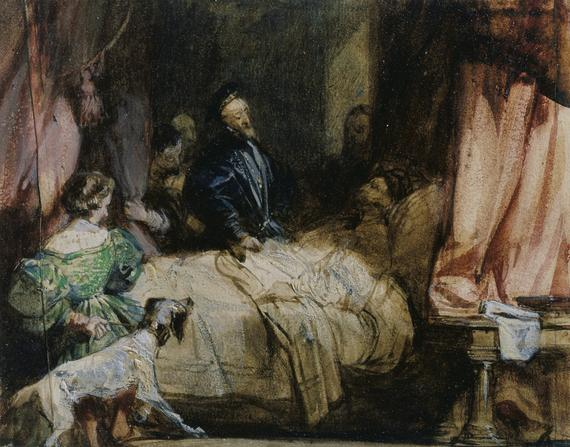
Carlo V visita Francesco I dopo la battaglia di Pavia di Richard Parkes Bonington (acquarello su carta, c. 1827)

In settembre Francesco si ammalò gravemente e sua sorella, Margherita di Navarra, lasciò Parigi per raggiungerlo in Spagna. I medici imperiali, esaminando il re, credettero che la sua malattia fosse stata causata dal suo dolore per non essere ricevuto dall'imperatore ed esortarono Carlo a fargli visita. Carlo, contro il parere del suo Gran Cancelliere, Mercurino Gattinara, il quale sosteneva che vedere Francesco sul letto di morte era motivato da preoccupazioni mercantili, piuttosto che da compassione, ed era quindi indegno dell'imperatore, acconsentì, e Francesco presto recuperò la sua salute. Un tentativo di fuga si rivelò infruttuoso ed ebbe come conseguenza solo che Margherita venisse rispedita in Francia.

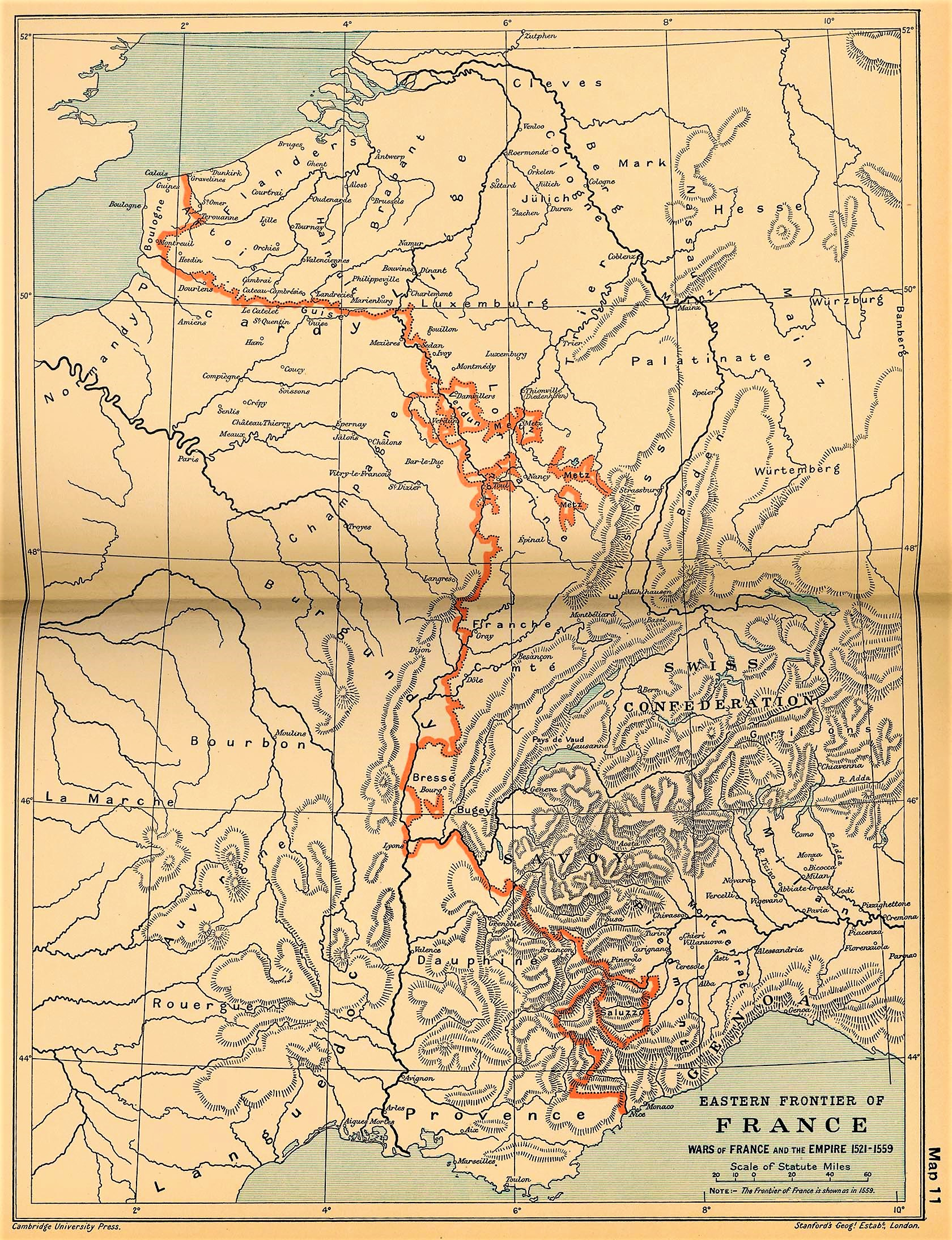
Frontiere definitive della Francia dopo la pace di Cateau-Cambrésis del 1559. Nonostante più di tre decenni di ulteriore guerra, i francesi non riuscirono a riguadagnare alcuno dei loro ex possedimenti in Lombardia.

All'inizio del 1526, Carlo ricevette delle richieste da Venezia e dal papa per restaurare Francesco II Sforza sul trono del Ducato di Milano, ed era diventato ansioso di raggiungere un accordo con i francesi prima dell'inizio di un'altra guerra. Francesco, dopo aver richiesto senza alcun risultato di mantenere la Borgogna, era pronto ad arrendersi per ottenere la sua liberazione. Il 14 gennaio 1526 Carlo e Francesco si accordarono con il trattato di Madrid con il quale il re francese rinunciava alle sue pretese sull'Italia, Fiandre e Artois, cedendo la Borgogna a Carlo, accettando di inviare due suoi figli in ostaggio presso la corte spagnola, e con la promessa di sposare la sorella di Carlo, Eleonora restituendo al duca di Borbone i territori che gli erano stati confiscati. Francesco, che deteneva il titolo di Maestà cristianissima, accettò anche di convincere Enrico VIII a rinunciare al trono di Navarra a favore di Carlo, "al fine di sradicare gli errori della setta luterana e del resto delle sette condannate".
Francesco venne rilasciato il 6 marzo e, scortato da Lannoy, si recò a nord di Fuenterrabia. Il 18 marzo, attraversò il Bidasoa, nel Nord della Spagna, mentre allo stesso tempo il Delfino di Francia e suo fratello, che erano stati portati a Bayonne da Luisa e Lautrec, vennero portati in Spagna in cattività. In questo periodo, Francesco aveva raggiunto la pace con l'Inghilterra col trattato di Hampton Court, redatto da Thomas Wolsey e dall'ambasciatore francese presso la Corte di San Giacomo. Il trattato fu firmato nel 1526 e ratificato da una delegazione francese nell'aprile 1527 a Greenwich.
Francesco, però, non aveva alcuna intenzione di rispettare le restanti disposizioni del trattato di Madrid. Il 22 marzo, con la benedizione del papa, proclamò che non era vincolato dal trattato di Madrid perché firmato sotto costrizione. Papa Clemente VII, che nel frattempo si era convinto che il crescente potere dell'imperatore era una minaccia per la propria posizione in Italia, inviò emissari a Francesco ed Enrico VIII proponendo un'alleanza contro Carlo. Enrico, non avendo ricevuto nulla dal trattato di Madrid, fu ricettivo alle offerte. Nel mese di maggio, Francesco e il papa lanciarono la guerra della Lega di Cognac nel tentativo di richiedere il territorio che i francesi avevano perso. Il sovrano inglese, respinto nel suo tentativo di avere la firma dell'alleanza in madrepatria, non si sarebbe unito fino al 1527. La guerra si sarebbe rivelata infruttuosa, ma Francesco e il suo successore, Enrico II, avrebbero continuato a far valere le loro pretese su Milano con il resto delle guerre d'Italia, rinunciando solo dopo la pace di Cateau-Cambrésis del 1559.

### Esplicative
1. ↑  Il nome si riferisce al periodo di tempo trascorso fra l'inizio delle ostilità nel 1521 e la battaglia di Pavia del 1525, anche se la guerra formalmente non cessò che nel 1526.
2. ↑  Francis Hackett dà una definizione simile e rileva che le fonti contemporanee accorciarono la frase in "tutto perduto salvo l'onore". In Hackett, 1937, p. 202.
3. ↑  D'Avalos, la cui fedeltà alla Spagna compensava la sua ambizione, rifiutò l'offerta e riferì tutto a Carlo V. In Hackett, 1937, pp. 312-315.
4. ↑  Guicciardini osserva che non "sa se [Francesco credeva questo] perché misurava gli uomini con la sua stessa natura, o perché gli uomini facilmente si illudono quando sono coinvolti i propri desideri". In Guicciardini, Vol. IV, pp. 306-308.
5. ↑  L'accordo ribadì inoltre la necessità di distruggere "gli infedeli". In Urzainqui, 2013, p. 21.
6. ↑  Guicciardini ricorda che Clemente temeva che "la grandezza dell'imperatore inevitabilmente avrebbe significato la sua servitù". Guicciardini, p. 63.

### Bibliografiche
1. ↑  Lang, 1999, pp. 250-256.
2. ↑  Hackett, 1937, p. 209.
3. ↑  Hackett, 1937, p. 210.
4. ↑  Hackett, 1937, pp. 210-211.
5. ↑  Guicciardini, Vol. IV, pp. 58-63.
6. ↑  Gerosa, 1989, p. 104.
7. ↑  Hackett, 1937, p. 211.
8. ↑  Hackett, 1937, pp. 214-218.
9. ↑  Hackett, 1937, pp. 221-222.
10. ↑  Monreal e Jimeno, 2012, p. 67.
11. 1 2  Blockmans, 2002, pp. 51-52.
12. ↑  Hackett, 1937, pp. 229-230.
13. ↑  Hackett, 1937, p. 230.
14. ↑  Oman, 1937, pp. 173-174.
15. ↑  Hackett, 1937, pp. 230-231.
16. ↑  Hackett, 1937, pp. 231-232.
17. ↑  Hackett, 1937, pp. 248-249.
18. ↑  Hackett, 1937, pp. 248-251.
19. ↑   (EN) Hugh Chisholm (a cura di), Bonnivet, Guillaume Gouffier, Seigneur de, in Enciclopedia Britannica, XIª ed., Cambridge University Press, 1911.
20. ↑  Pellegrini, 2009, pp. 164-165.
21. ↑  Blockmans, 2002, p. 52.
22. ↑  Hackett, 1937, pp. 249-251.
23. ↑  Oman, 1937, pp. 176-178.
24. ↑   Roberto Vetrugno, "Una lettera inedita di Mario Equicola a Isabella d’Este Gonzaga (Pavia, 11 aprile 1522)", «Quaderni Borromaici», I (2014), pp. 45-57.. URL consultato il 2 luglio 2021.
25. 1 2 3 4  Blockmans, 2002, p. 57.
26. ↑  Hackett, 1937, pp. 253-254.
27. ↑  Taylor, 1973, pp. 125-126.
28. ↑  Pellegrini, 2009, pp. 165-168.
29. ↑  Hackett, 1937, pp. 256-257.
30. ↑  Hackett, 1937, pp. 254-255, 257.
31. ↑  Hackett, 1937, pp. 260-261.
32. ↑  Konstam, 2016, pp. 41-43.
33. ↑  Guicciardini, Vol. IV, pp. 176-186.
34. ↑  Norwich, 1989, p. 439.
35. ↑  Hackett, 1937, pp. 265-273.
36. ↑  Blockmans, 2002, p. 45.
37. ↑  Hackett, 1937, pp. 265-276.
38. ↑  Gunn, 1986, pp. 631-633.
39. ↑  Konstam, 2016, p. 44.
40. ↑  Konstam, 2016, pp. 44-45.
41. 1 2  Hackett, 1937, pp. 281-282.
42. 1 2  Konstam, 2016, p. 45.
43. ↑  Taylor, 1973, pp. 53-54.
44. 1 2  Konstam, 2016, pp. 46-47.
45. ↑  Guicciardini, Vol. IV, pp. 229-230.
46. ↑  Konstam, 2016, p. 48.
47. ↑  Hackett, 1937, p. 285.
48. ↑  Konstam, 2016, pp. 50-55.
49. ↑  Konstam, 2016, pp. 55-56.
50. ↑  Konstam, 2016, pp. 36, 56-57.
51. ↑  Konstam, 2016, pp. 60-64.
52. ↑  Konstam, 2016, pp. 65-66.
53. ↑  Konstam, 2016, pp. 67-69.
54. ↑  Konstam, 2016, pp. 70-73.
55. ↑  Pellegrini, 2009, p. 169.
56. ↑  Blockmans, 2002, p. 59.
57. ↑  Konstam, 2016, pp. 70-77.
58. ↑  Hackett, 1937, pp. 290-291.
59. ↑  Konstam, 2016, p. 78.
60. ↑  Konstam, 2016, pp. 83-84, 88-89.
61. ↑  Hackett, 1937, pp. 292-294.
62. ↑  Konstam, 2016, pp. 89-116.
63. ↑  Taylor, 1973, pp. 126-127.
64. ↑  Pellegrini, 2009, pp. 170-172.
65. 1 2  Konstam, 2016, p. 117.
66. ↑  Guicciardini, Vol. IV, p. 275.
67. ↑  Guicciardini, Vol. IV, pp. 275-280, 297-298.
68. ↑   Storia di Milano, Fondazione Treccani degli Alfieri per la storia di Milano, 1957. URL consultato l'8 maggio 2020.
69. ↑  Guicciardini, Vol. IV, pp. 297-298.
70. 1 2  Merriman, 2007, p. 129.
71. ↑  Barbero, 2012, p. 6.
72. ↑  Hackett, 1937, pp. 315-316.
73. ↑  Knecht, 1994, p. 242.
74. 1 2  Guicciardini, Vol. IV, pp. 308-309..
75. ↑  Urzainqui, 2013, p. 21.
76. ↑  Guicciardini, Vol. IV, pp. 305-307.
77. ↑  Hackett, 1937, pp. 319-322.
78. ↑  Guicciardini, Vol. IV, pp. 314-315.
79. ↑  Hackett, 1937, pp. 323-324.
80. ↑  Guicciardini, Vol. IV, pp. 347-350.
81. ↑  Blockmans, 2002, pp.  60, 68.
82. ↑  Guicciardini, Vol. IV, pp. 348-353.
83. ↑  Oman, 1937, p. 211.
84. ↑  Guicciardini, Vol. IV, pp. 355-356.
85. ↑  Pellegrini, 2009, pp. 186-187.
86. ↑  Pellegrini, 2009, p. 176.
87. ↑  Guicciardini, Vol. V, pp. 10-11, 82-83.
88. ↑  Pellegrini, 2009, p. 194.